# Antonov An-22
El Antónov  An-22 Antei (en ucraniano: Ан-22 Антей, en español: "Anteo", designación OTAN: Cock) es un avión de transporte estratégico propulsado por 4 motores turbohélice, cada uno de los cuales mueve un par de hélices contrarrotativas, que fue producido por el fabricante Antonov en la Unión Soviética. Realizó su primer vuelo el 27 de febrero de 1965 y ese mismo año fue dado a conocer fuera de la Unión Soviética en el Paris Air Show 1965. En su momento fue el avión más grande del mundo, hasta la aparición del C-5 Galaxy estadounidense y el modelo An-124 de la misma compañía más tarde. En la actualidad continúa siendo el avión propulsado por turbohélices más grande del mundo.

## Operadores

### Militares
Antiguos
 Unión Soviética
- Fuerza Aérea Soviética

Actuales
 Rusia
- Fuerza Aérea Rusa

### Civiles
En agosto de 2006 un único avión Antonov An-22 continuaba en servicio de aerolínea con Antonov Airlines.
 Ucrania
- Antonov Airlines

#### Antiguos operadores
Bulgaria
- Sofia Air Cargo (en leasing)

 Unión Soviética
- Aeroflot

## Especificaciones

### Características generales
- Tripulación: 5 a 6 personas
- Capacidad: 290 pasajeros
- Superficie alar: 345 m² (3713,6 ft²)
- Peso vacío: 114 000 kg (251 256 lb)
- Peso máximo al despegue: 250 000 kg (551 000 lb)
- Planta motriz: 4× turbohélice Kuznetsov NK-12MA.
  - Potencia: 11 030 kW (15 207 HP; 14 999 CV) cada uno.
- Hélices: 2× hélice cuadripala contrarrotativa por motor.

### Rendimiento
- Velocidad máxima operativa (Vno): 740 km/h (460 MPH; 400 kt)
- Velocidad crucero (Vc): 540 a 640 km/h
- Alcance: 5000 km (2700 nmi; 3107 mi) con carga máxima. 10950 km con 45000 kg

## Galería

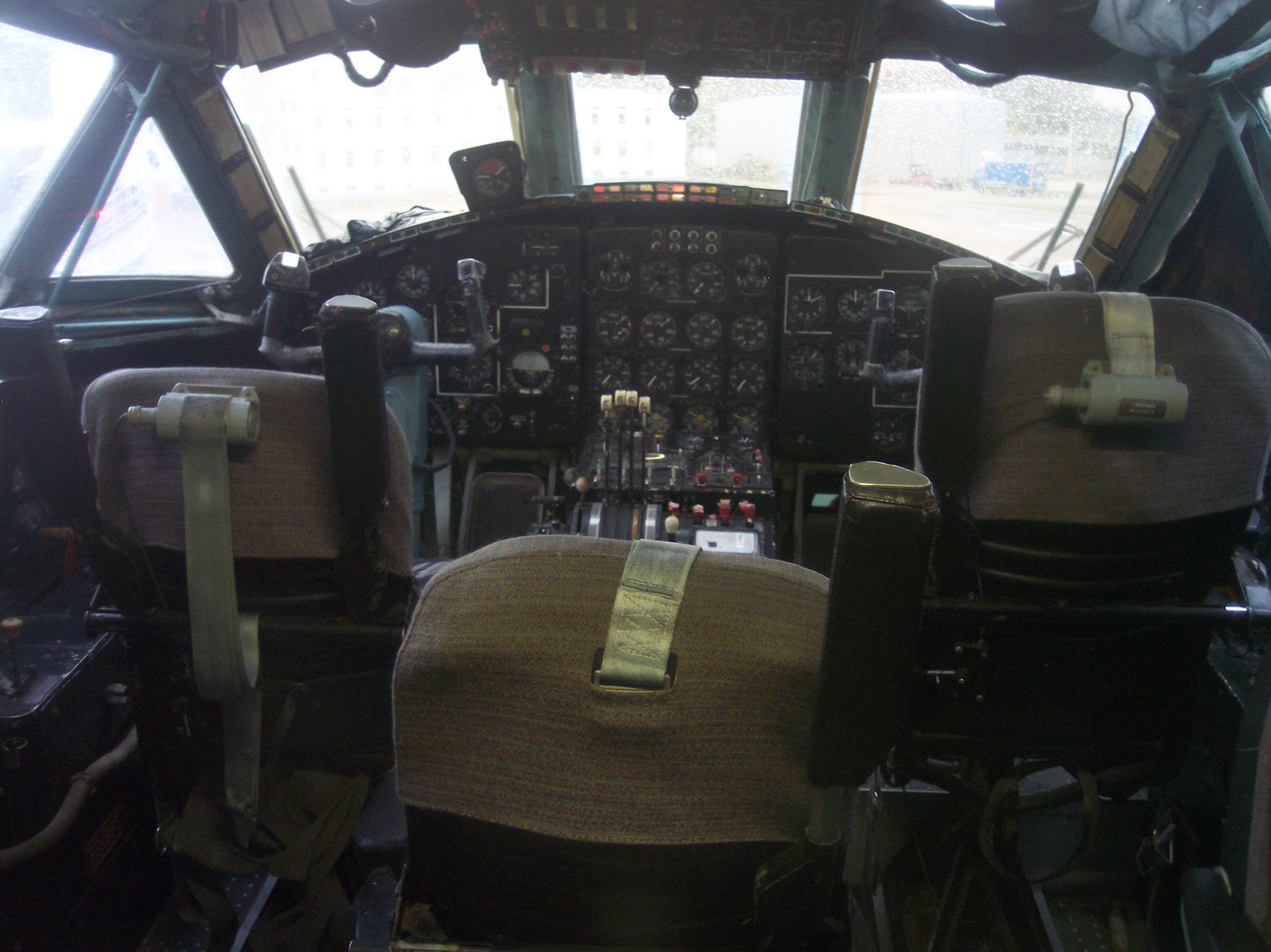
Cockpit.
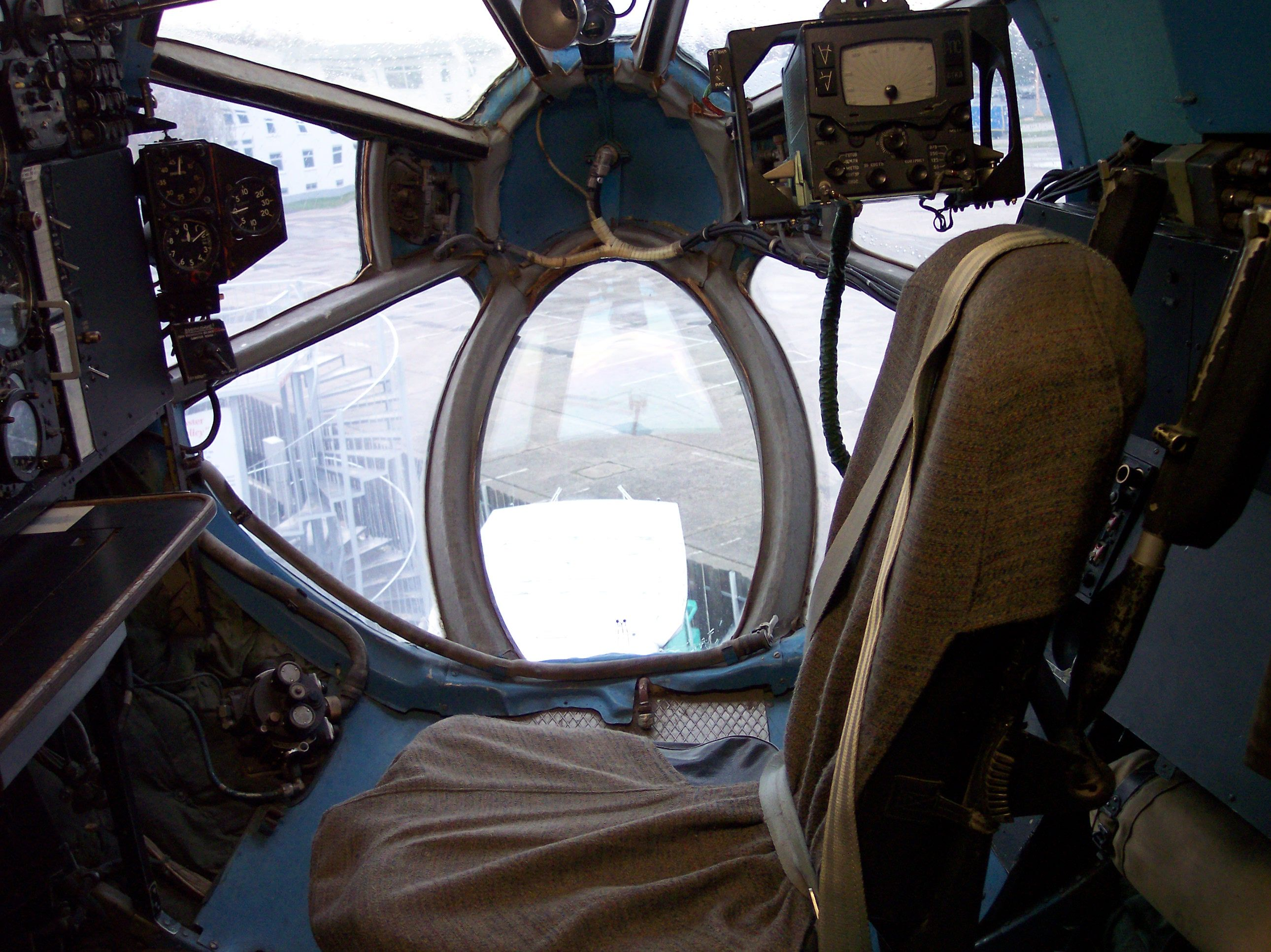
Habitáculo del navegante.
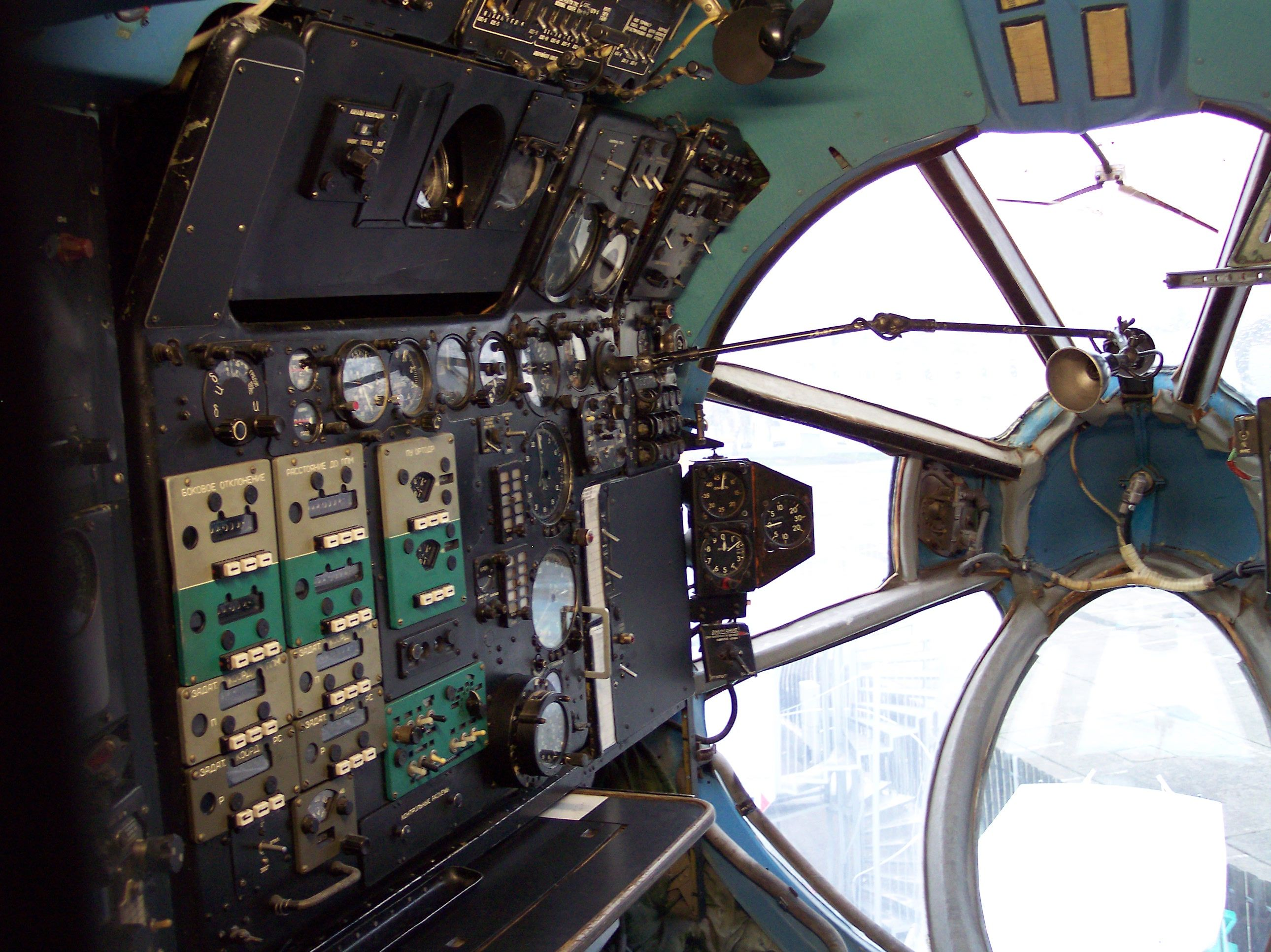
Instrumentos de navegación.
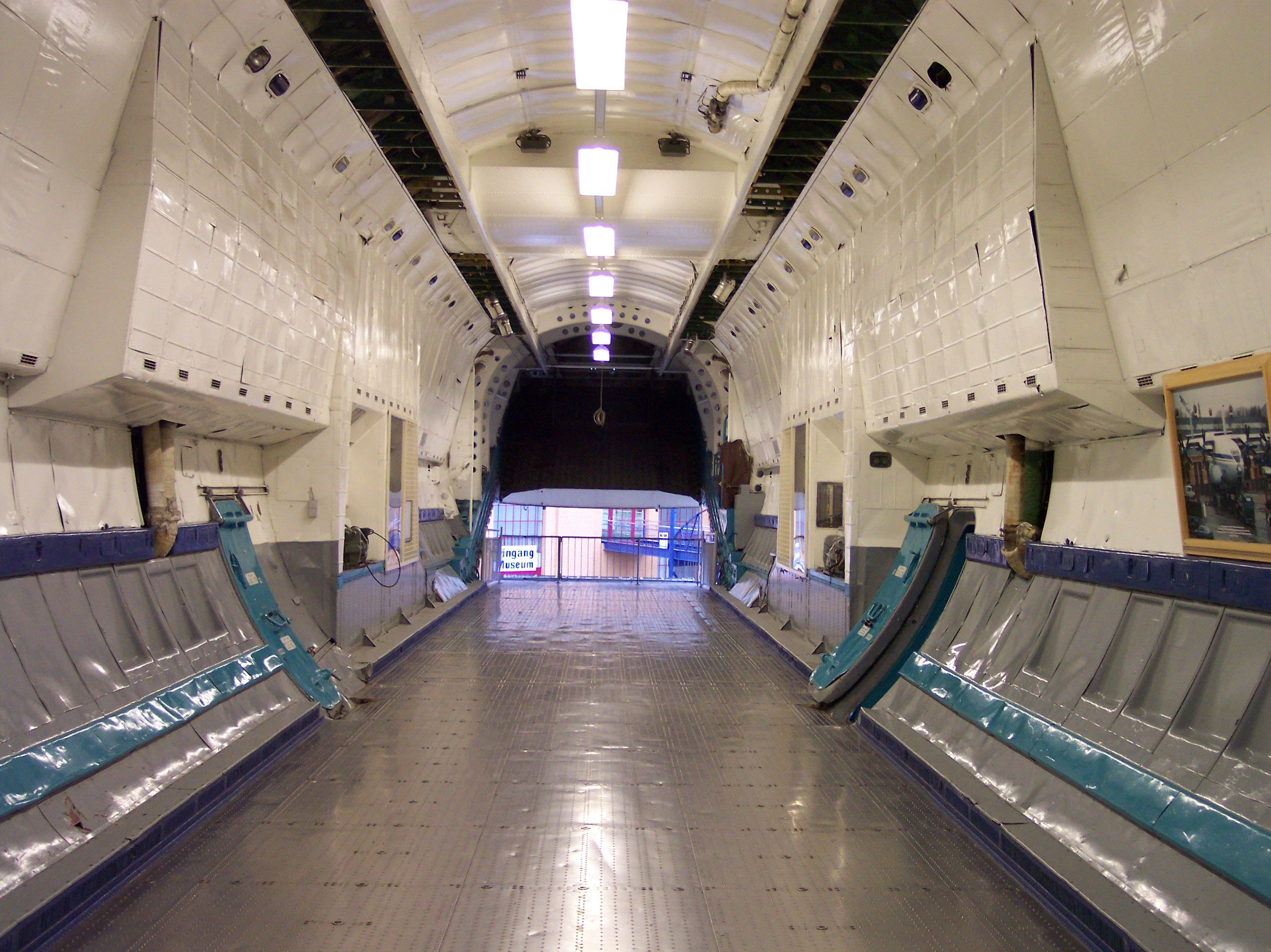
Bodega de carga.
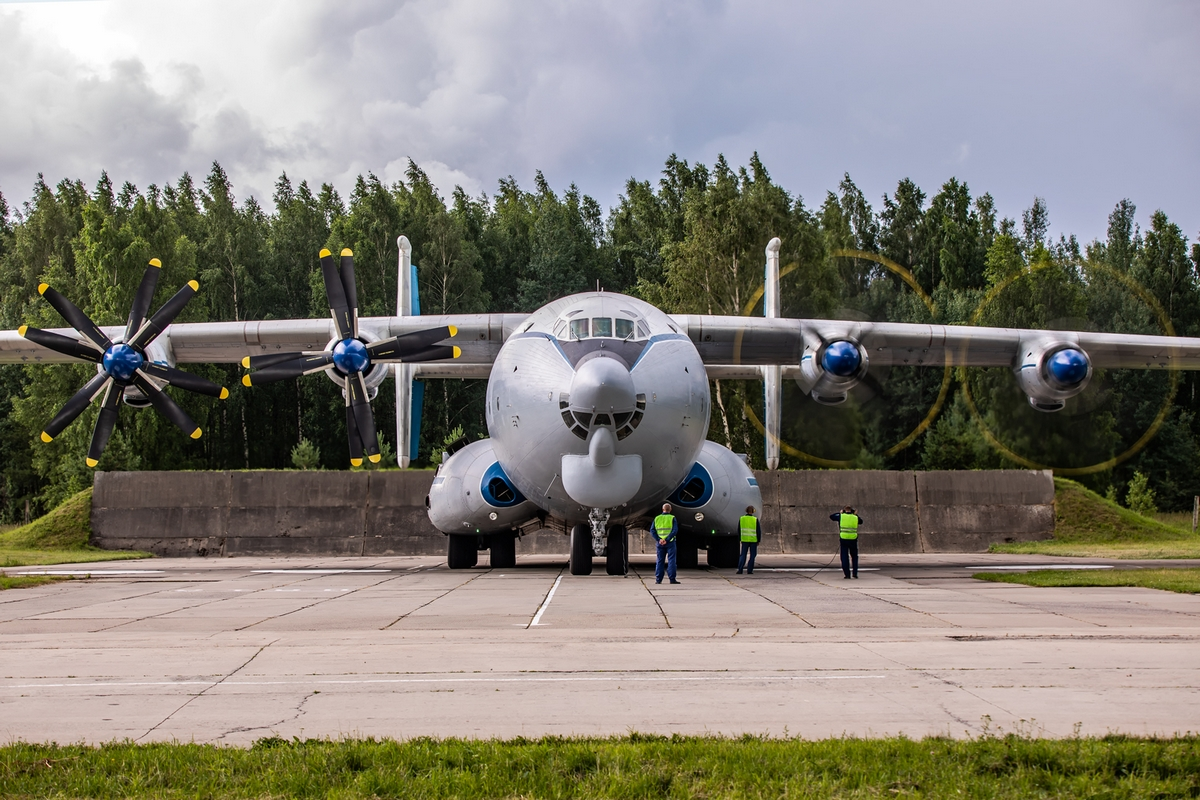
An-22. Vista frontal
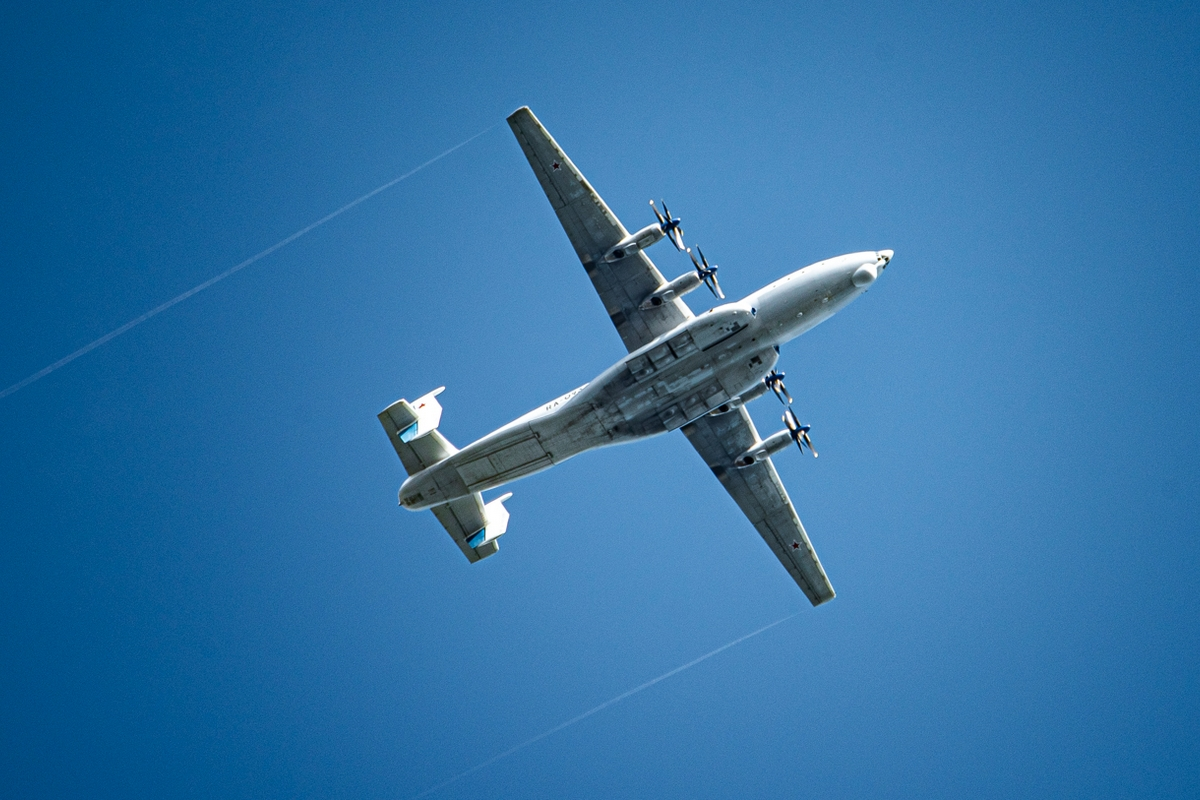
An-22. Vista inferior

### Desarrollos relacionados
- Antonov An-12

### Aeronaves similares
- Antonov An-70
- Boeing C-17 Globemaster III

### Listas relacionadas
- Anexo:Aeronaves más grandes